# Woschod 11A57
Woschod 11A57 (ros. Восход, pol. wschód) – radziecka dwuczłonowa rakieta nośna. Zbudowana na bazie rakiety balistycznej R-7. Ostatni stopień pierwotnie zaplanowany był do międzyplanetarnych lotów rakiet Mołnia 8K78.
Rakieta wynosiła głównie satelity wywiadowcze Zenit oraz załogowe statki Woschod.

## Chronologia
1. 16 listopada 1963, 10:34 GMT; s/n G15000-06; miejsce startu: Bajkonur (LC1), Kazachstan
Ładunek: Kosmos 22; Uwagi: start udany
2. 18 maja 1964, 09:50 GMT; s/n G15000-12; miejsce startu: Bajkonur (LC1), Kazachstan
Ładunek: Kosmos 30; Uwagi: start udany
3. 1 lipca 1964, 11:16 GMT; s/n T15000-04; miejsce startu: Bajkonur (LC1), Kazachstan
Ładunek: Kosmos 34; Uwagi: start udany
4. 13 września 1964, 09:50 GMT; s/n R15001-01; miejsce startu: Bajkonur (LC1), Kazachstan
Ładunek: Kosmos 45; Uwagi: start udany
5. 6 października 1964, 07:12 GMT; s/n R15000-02; miejsce startu: Bajkonur (LC1), Kazachstan
Ładunek: Kosmos 47; Uwagi: start udany
6. 12 października 1964, 07:30 GMT; s/n R15000-04; miejsce startu: Bajkonur (LC1), Kazachstan
Ładunek: Woschod 1; Uwagi: start udany
7. 22 lutego 1965, 07:40 GMT; s/n R15000-03; miejsce startu: Bajkonur (LC31), Kazachstan
Ładunek: Kosmos 57; Uwagi: start udany
8. 7 marca 1965, 09:07 GMT; s/n R15001-05; miejsce startu: Bajkonur (LC31), Kazachstan
Ładunek: Kosmos 59; Uwagi: start udany
9. 18 marca 1965, 07:00 GMT; s/n R15000-05; miejsce startu: Bajkonur (LC1), Kazachstan
Ładunek: Woschod 2; Uwagi: start udany
10. 17 kwietnia 1965, 09:50 GMT; s/n G15000-11; miejsce startu: Bajkonur (LC31), Kazachstan
Ładunek: Kosmos 65; Uwagi: start udany
11. 25 maja 1965, 10:48 GMT; s/n R15001-04; miejsce startu: Bajkonur (LC31), Kazachstan
Ładunek: Kosmos 67; Uwagi: start udany
12. 25 czerwca 1965, 09:50 GMT; s/n G15000-10; miejsce startu: Bajkonur (LC1), Kazachstan
Ładunek: Kosmos 69; Uwagi: start udany
13. 3 sierpnia 1965, 11:02 GMT; s/n U15001-01; miejsce startu: Bajkonur (LC31), Kazachstan
Ładunek: Kosmos 77; Uwagi: start udany
14. 25 sierpnia 1965, 10:19 GMT; s/n R15001-06; miejsce startu: Bajkonur (LC1), Kazachstan
Ładunek: Kosmos 79; Uwagi: start udany
15. 9 września 1965, 09:36 GMT; s/n R15001-02; miejsce startu: Bajkonur (LC31), Kazachstan
Ładunek: Kosmos 85; Uwagi: start udany
16. 23 września 1965, 09:07 GMT; s/n R15001-03; miejsce startu: Bajkonur (LC31), Kazachstan
Ładunek: Kosmos 91; Uwagi: start udany
17. 16 października 1965, 08:09 GMT; s/n U15001-04; miejsce startu: Bajkonur (LC31), Kazachstan
Ładunek: Kosmos 92; Uwagi: start udany
18. 28 października 1965, 08:24 GMT; s/n U15001-03; miejsce startu: Bajkonur (LC31), Kazachstan
Ładunek: Kosmos 94; Uwagi: start udany
19. 19 lutego 1966, 08:52 GMT; s/n ?; miejsce startu: Bajkonur (LC31), Kazachstan
Ładunek: Kosmos 109; Uwagi: start udany
20. 22 lutego 1966, 20:09 GMT; s/n R15000-06; miejsce startu: Bajkonur (LC31), Kazachstan
Ładunek: Kosmos 110; Uwagi: start udany
21. 21 marca 1966, 09:36 GMT; s/n ?; miejsce startu: Bajkonur (LC31), Kazachstan
Ładunek: Kosmos 113; Uwagi: start udany
22. 6 kwietnia 1966, 11:40 GMT; s/n U15001-02; miejsce startu: Plesieck (LC41/1), Rosja
Ładunek: Kosmos 114; Uwagi: start udany
23. 17 maja 1966, ? GMT; s/n ?; miejsce startu: Plesieck (LC41/1), Rosja
Ładunek: Zenit-4; Uwagi: start nieudany
24. 8 czerwca 1966, 11:02 GMT; s/n ?; miejsce startu: Bajkonur (LC31), Kazachstan
Ładunek: Kosmos 120; Uwagi: start udany
25. 17 czerwca 1966, 11:00 GMT; s/n ?; miejsce startu: Plesieck (LC41/1), Rosja
Ładunek: Kosmos 121; Uwagi: start udany
26. 14 lipca 1966, 10:33 GMT; s/n N15001-14; miejsce startu: Bajkonur (LC31), Kazachstan
Ładunek: Kosmos 124; Uwagi: start udany
27. 28 lipca 1966, 10:48 GMT; s/n N15001-01; miejsce startu: Bajkonur (LC31), Kazachstan
Ładunek: Kosmos 126; Uwagi: start udany
28. 8 sierpnia 1966, 11:16 GMT; s/n N15001-13; miejsce startu: Bajkonur (LC31), Kazachstan
Ładunek: Kosmos 127; Uwagi: start udany
29. 27 sierpnia 1966, 09:50 GMT; s/n N15001-03; miejsce startu: Bajkonur (LC1), Kazachstan
Ładunek: Kosmos 128; Uwagi: start udany
30. 20 października 1966, 08:52 GMT; s/n N15001-04; miejsce startu: Bajkonur (LC31), Kazachstan
Ładunek: Kosmos 130; Uwagi: start udany
31. 12 listopada 1966, 09:50 GMT; s/n ?; miejsce startu: Plesieck (LC41/1), Rosja
Ładunek: Kosmos 131; Uwagi: start udany
32. 3 grudnia 1966, 08:09 GMT; s/n N15001-06; miejsce startu: Bajkonur (LC31), Kazachstan
Ładunek: Kosmos 134; Uwagi: start udany
33. 8 lutego 1967, 10:19 GMT; s/n ?; miejsce startu: Plesieck (LC41/1), Rosja
Ładunek: Kosmos 141; Uwagi: start udany
34. 22 marca 1967, 12:44 GMT; s/n ?; miejsce startu: Plesieck (LC41/1), Rosja
Ładunek: Kosmos 150; Uwagi: start udany
35. 12 kwietnia 1967, 10:51 GMT; s/n N15001-08; miejsce startu: Bajkonur (LC1), Kazachstan
Ładunek: Kosmos 155; Uwagi: start udany
36. 22 maja 1967, 14:00 GMT; s/n ?; miejsce startu: Plesieck (LC41/1), Rosja
Ładunek: Kosmos 161; Uwagi: start udany
37. 1 czerwca 1967, 10:40 GMT; s/n Ya15001-11; miejsce startu: Bajkonur (LC1), Kazachstan
Ładunek: Kosmos 162; Uwagi: start udany
38. 8 czerwca 1967, 13:00 GMT; s/n Ya15001-13; miejsce startu: Plesieck (LC41/1), Rosja
Ładunek: Kosmos 164; Uwagi: start udany
39. 20 czerwca 1967, ? GMT; s/n ?; miejsce startu: Plesieck (LC41/1), Rosja
Ładunek: Zenit-4; Uwagi: start nieudany
40. 4 lipca 1967, 05:59 GMT; s/n Ya15001-05; miejsce startu: Bajkonur (LC31), Kazachstan
Ładunek: Kosmos 168; Uwagi: start udany
41. 21 lipca 1967, 05:59 GMT; s/n Ya15001-14; miejsce startu: Bajkonur (LC31), Kazachstan
Ładunek: Zenit-4; Uwagi: start nieudany
42. 9 sierpnia 1967, 05:45 GMT; s/n ?; miejsce startu: Bajkonur, Kazachstan
Ładunek: Kosmos 172; Uwagi: start udany
43. 1 września 1967, 10:30 GMT; s/n ?; miejsce startu: Plesieck (LC41/1), Rosja
Ładunek: Zenit-2 51; Uwagi: start nieudany - w 296. sekundzie lotu następuje usterka członu Blok I. Szczątki satelity i rakiety nośnej opadają w okolicach Nowej Ziemi
44. 11 września 1967, 10:30 GMT; s/n ?; miejsce startu: Plesieck, Rosja
Ładunek: Kosmos 175; Uwagi: start udany
45. 16 września 1967, 06:06 GMT; s/n ?; miejsce startu: Bajkonur (LC1), Kazachstan
Ładunek: Kosmos 177; Uwagi: start udany
46. 26 września 1967, 10:20 GMT; s/n ?; miejsce startu: Plesieck (LC41/1), Rosja
Ładunek: Kosmos 180; Uwagi: start udany
47. 11 października 1967, 11:30 GMT; s/n ?; miejsce startu: Plesieck (LC41/1), Rosja
Ładunek: Kosmos 181; Uwagi: start udany
48. 16 października 1967, 08:00 GMT; s/n ?; miejsce startu: Bajkonur, Kazachstan
Ładunek: Kosmos 182; Uwagi: start udany
49. 3 listopada 1967, 11:20 GMT; s/n ?; miejsce startu: Plesieck, Rosja
Ładunek: Kosmos 190; Uwagi: start udany
50. 25 listopada 1967, 11:30 GMT; s/n ?; miejsce startu: Plesieck (LC41/1), Rosja
Ładunek: Kosmos 193; Uwagi: start udany
51. 3 grudnia 1967, 12:00 GMT; s/n ?; miejsce startu: Plesieck, Rosja
Ładunek: Kosmos 194; Uwagi: start udany
52. 16 grudnia 1967, 12:00 GMT; s/n ?; miejsce startu: Plesieck (LC41/1), Rosja
Ładunek: Kosmos 195; Uwagi: start udany
53. 16 stycznia 1968, 12:00 GMT; s/n ?; miejsce startu: Plesieck (LC41/1), Rosja
Ładunek: Kosmos 199; Uwagi: start udany
54. 6 lutego 1968, 08:00 GMT; s/n ?; miejsce startu: Bajkonur, Kazachstan
Ładunek: Kosmos 201; Uwagi: start udany
55. 5 marca 1968, 12:30 GMT; s/n ?; miejsce startu: Plesieck (LC41/1), Rosja
Ładunek: Kosmos 205; Uwagi: start udany
56. 16 marca 1968, 12:30 GMT; s/n ?; miejsce startu: Plesieck, Rosja
Ładunek: Kosmos 207; Uwagi: start udany
57. 21 marca 1968, 09:50 GMT; s/n ?; miejsce startu: Bajkonur (LC1), Kazachstan
Ładunek: Kosmos 208; Uwagi: start udany
58. 3 kwietnia 1968, 11:00 GMT; s/n ?; miejsce startu: Plesieck (LC41/1), Rosja
Ładunek: Kosmos 210; Uwagi: start udany
59. 18 kwietnia 1968, 10:30 GMT; s/n ?; miejsce startu: Plesieck, Rosja
Ładunek: Kosmos 214; Uwagi: start udany
60. 20 kwietnia 1968, 10:30 GMT; s/n ?; miejsce startu: Bajkonur (LC31), Kazachstan
Ładunek: Kosmos 216; Uwagi: start udany
61. 1 czerwca 1968, 10:50 GMT; s/n ?; miejsce startu: Plesieck (LC41/1), Rosja
Ładunek: Kosmos 223; Uwagi: start udany
62. 4 czerwca 1968, 06:45 GMT; s/n ?; miejsce startu: Bajkonur, Kazachstan
Ładunek: Kosmos 224; Uwagi: start udany
63. 18 czerwca 1968, 06:15 GMT; s/n ?; miejsce startu: Bajkonur, Kazachstan
Ładunek: Kosmos 227; Uwagi: start udany
64. 21 czerwca 1968, 12:00 GMT; s/n ?; miejsce startu: Bajkonur (LC1), Kazachstan
Ładunek: Kosmos 228, Nauka; Uwagi: start udany
65. 26 czerwca 1968, 11:00 GMT; s/n ?; miejsce startu: Plesieck, Rosja
Ładunek: Kosmos 229; Uwagi: start udany
66. 10 lipca 1968, 19:49 GMT; s/n ?; miejsce startu: Bajkonur (LC31), Kazachstan
Ładunek: Kosmos 231; Uwagi: start udany
67. 16 lipca 1968, 13:10 GMT; s/n ?; miejsce startu: Plesieck, Rosja
Ładunek: Kosmos 232; Uwagi: start udany
68. 30 lipca 1968, 07:00 GMT; s/n ?; miejsce startu: Bajkonur, Kazachstan
Ładunek: Kosmos 234; Uwagi: start udany
69. 9 sierpnia 1968, 07:00 GMT; s/n ?; miejsce startu: Bajkonur (LC31), Kazachstan
Ładunek: Kosmos 235; Uwagi: start udany
70. 27 sierpnia 1968, 12:29 GMT; s/n ?; miejsce startu: Plesieck, Rosja
Ładunek: Kosmos 237; Uwagi: start udany
71. 5 września 1968, 07:00 GMT; s/n ?; miejsce startu: Bajkonur, Kazachstan
Ładunek: Kosmos 239; Uwagi: start udany
72. 14 września 1968, 06:50 GMT; s/n ?; miejsce startu: Bajkonur (LC31), Kazachstan
Ładunek: Kosmos 240, Nauka; Uwagi: start udany
73. 16 września 1968, 12:30 GMT; s/n ?; miejsce startu: Plesieck, Rosja
Ładunek: Kosmos 241; Uwagi: start udany
74. 23 września 1968, 07:39 GMT; s/n ?; miejsce startu: Bajkonur (LC1), Kazachstan
Ładunek: Kosmos 243; Uwagi: start udany
75. 7 października 1968, 12:05 GMT; s/n ?; miejsce startu: Plesieck, Rosja
Ładunek: Kosmos 246; Uwagi: start udany
76. 11 października 1968, 12:05 GMT; s/n ?; miejsce startu: Plesieck (LC41/1), Rosja
Ładunek: Kosmos 247; Uwagi: start udany
77. 31 października 1968, ? GMT; s/n ?; miejsce startu: Bajkonur (LC1), Kazachstan
Ładunek: Kosmos 251; Uwagi: start udany
78. 13 listopada 1968, 12:00 GMT; s/n ?; miejsce startu: Plesieck (LC41/1), Rosja
Ładunek: Kosmos 253; Uwagi: start udany
79. 21 listopada 1968, 12:10 GMT; s/n ?; miejsce startu: Plesieck, Rosja
Ładunek: Kosmos 254; Uwagi: start udany
80. 29 listopada 1968, 12:40 GMT; s/n ?; miejsce startu: Plesieck (LC41/1), Rosja
Ładunek: Kosmos 255; Uwagi: start udany
81. 10 grudnia 1968, 08:25 GMT; s/n ?; miejsce startu: Bajkonur (LC31), Kazachstan
Ładunek: Kosmos 258; Uwagi: start udany
82. 12 stycznia 1969, 12:10 GMT; s/n ?; miejsce startu: Plesieck (LC41/1), Rosja
Ładunek: Kosmos 263; Uwagi: start udany
83. 23 stycznia 1969, 09:15 GMT; s/n ?; miejsce startu: Bajkonur (LC1), Kazachstan
Ładunek: Kosmos 264; Uwagi: start udany
84. 25 lutego 1969, 10:20 GMT; s/n ?; miejsce startu: Plesieck (LC41/1), Rosja
Ładunek: Kosmos 266; Uwagi: start udany
85. 26 lutego 1969, 08:30 GMT; s/n ?; miejsce startu: Bajkonur, Kazachstan
Ładunek: Kosmos 267; Uwagi: start udany
86. 6 marca 1969, 12:15 GMT; s/n ?; miejsce startu: Plesieck, Rosja
Ładunek: Kosmos 270; Uwagi: start udany
87. 15 marca 1969, 12:15 GMT; s/n ?; miejsce startu: Plesieck, Rosja
Ładunek: Kosmos 271; Uwagi: start udany
88. 22 marca 1969, 12:15 GMT; s/n ?; miejsce startu: Plesieck (LC41/1), Rosja
Ładunek: Kosmos 273; Uwagi: start udany
89. 24 marca 1969, 10:10 GMT; s/n ?; miejsce startu: Bajkonur (LC1), Kazachstan
Ładunek: Kosmos 274; Uwagi: start udany
90. 4 kwietnia 1969, 10:20 GMT; s/n ?; miejsce startu: Plesieck, Rosja
Ładunek: Kosmos 276; Uwagi: start udany
91. 9 kwietnia 1969, 13:00 GMT; s/n ?; miejsce startu: Plesieck (LC41/1), Rosja
Ładunek: Kosmos 278; Uwagi: start udany
92. 15 kwietnia 1969, 08:14 GMT; s/n ?; miejsce startu: Bajkonur, Kazachstan
Ładunek: Kosmos 279; Uwagi: start udany
93. 23 kwietnia 1969, 09:55 GMT; s/n ?; miejsce startu: Bajkonur (LC1), Kazachstan
Ładunek: Kosmos 280; Uwagi: start udany
94. 13 maja 1969, 09:15 GMT; s/n ?; miejsce startu: Plesieck (LC41/1), Rosja
Ładunek: Kosmos 281; Uwagi: start udany
95. 20 maja 1969, 08:40 GMT; s/n ?; miejsce startu: Plesieck, Rosja
Ładunek: Kosmos 282; Uwagi: start udany
96. 29 maja 1969, 06:59 GMT; s/n ?; miejsce startu: Bajkonur, Kazachstan
Ładunek: Kosmos 284; Uwagi: start udany
97. 15 kwietnia 1969, 08:59 GMT; s/n ?; miejsce startu: Plesieck, Rosja
Ładunek: Kosmos 286; Uwagi: start udany
98. 24 kwietnia 1969, 06:50 GMT; s/n ?; miejsce startu: Bajkonur (LC1), Kazachstan
Ładunek: Kosmos 287; Uwagi: 'start udany
99. 27 kwietnia 1969, 06:59 GMT; s/n ?; miejsce startu: Bajkonur, Kazachstan
Ładunek: Kosmos 288; Uwagi: 'start udany
100. 10 lipca 1969, 09:00 GMT; s/n ?; miejsce startu: Plesieck, Rosja
Ładunek: Kosmos 289; Uwagi: start udany
101. 22 lipca 1969, 12:30 GMT; s/n ?; miejsce startu: Plesieck (LC41/1), Rosja
Ładunek: Kosmos 290; Uwagi: start udany
102. 16 sierpnia 1969, 11:59 GMT; s/n ?; miejsce startu: Bajkonur (LC1), Kazachstan
Ładunek: Kosmos 293; Uwagi: start udany
103. 19 sierpnia 1969, 13:00 GMT; s/n ?; miejsce startu: Plesieck, Rosja
Ładunek: Kosmos 294; Uwagi: start udany
104. 29 sierpnia 1969, 09:05 GMT; s/n ?; miejsce startu: Bajkonur, Kazachstan
Ładunek: Kosmos 296; Uwagi: start udany
105. 2 września 1969, 11:00 GMT; s/n ?; miejsce startu: Plesieck, Rosja
Ładunek: Kosmos 297; Uwagi: start udany
106. 18 września 1969, 08:40 GMT; s/n ?; miejsce startu: Bajkonur, Kazachstan
Ładunek: Kosmos 299; Uwagi: start udany
107. 24 września 1969, 12:15 GMT; s/n ?; miejsce startu: Plesieck (LC41/1), Rosja
Ładunek: Kosmos 301; Uwagi: start udany
108. 17 października 1969, 11:45 GMT; s/n ?; miejsce startu: Plesieck, Rosja
Ładunek: Kosmos 302; Uwagi: start udany
109. 24 października 1969, 09:40 GMT; s/n ?; miejsce startu: Bajkonur, Kazachstan
Ładunek: Kosmos 306; Uwagi: start udany
110. 12 listopada 1969, 11:30 GMT; s/n ?; miejsce startu: Plesieck (LC41/1), Rosja
Ładunek: Kosmos 309, Nauka; Uwagi: start udany
111. 15 listopada 1969, 08:30 GMT; s/n ?; miejsce startu: Bajkonur, Kazachstan
Ładunek: Kosmos 310; Uwagi: start udany
112. 3 grudnia 1969, 13:20 GMT; s/n ?; miejsce startu: Plesieck (LC43/4), Rosja
Ładunek: Kosmos 313; Uwagi: start udany
113. 23 grudnia 1969, 13:50 GMT; s/n ?; miejsce startu: Plesieck, Rosja
Ładunek: Kosmos 317; Uwagi: start udany
114. 9 stycznia 1970, 09:20 GMT; s/n ?; miejsce startu: Bajkonur, Kazachstan
Ładunek: Kosmos 318; Uwagi: start udany
115. 21 stycznia 1970, 12:00 GMT; s/n ?; miejsce startu: Plesieck, Rosja
Ładunek: Kosmos 322; Uwagi: start udany
116. 10 lutego 1970, 12:00 GMT; s/n ?; miejsce startu: Plesieck, Rosja
Ładunek: Kosmos 323; Uwagi: start udany
117. 4 marca 1970, 12:14 GMT; s/n ?; miejsce startu: Plesieck (LC43/4), Rosja
Ładunek: Kosmos 325; Uwagi: start udany
118. 13 marca 1970, 08:00 GMT; s/n ?; miejsce startu: Plesieck (LC43/4), Rosja
Ładunek: Kosmos 326; Uwagi: start udany
119. 27 marca 1970, 11:45 GMT; s/n ?; miejsce startu: Plesieck, Rosja
Ładunek: Kosmos 328; Uwagi: start udany
120. 3 kwietnia 1970, 08:30 GMT; s/n ?; miejsce startu: Plesieck, Rosja
Ładunek: Kosmos 329; Uwagi: start udany
121. 8 kwietnia 1970, 10:15 GMT; s/n ?; miejsce startu: Bajkonur, Kazachstan
Ładunek: Kosmos 331; Uwagi: start udany
122. 15 kwietnia 1970, 09:00 GMT; s/n ?; miejsce startu: Plesieck, Rosja
Ładunek: Kosmos 333; Uwagi: start udany
123. 12 maja 1970, 10:10 GMT; s/n ?; miejsce startu: Plesieck (LC41/1), Rosja
Ładunek: Kosmos 344; Uwagi: start udany
124. 20 maja 1970, 09:20 GMT; s/n ?; miejsce startu: Bajkonur, Kazachstan
Ładunek: Kosmos 345; Uwagi: start udany
125. 10 czerwca 1970, 09:30 GMT; s/n ?; miejsce startu: Bajkonur, Kazachstan
Ładunek: Kosmos 346; Uwagi: start udany
126. 17 czerwca 1970, 12:59 GMT; s/n ?; miejsce startu: Plesieck, Rosja
Ładunek: Kosmos 349; Uwagi: start udany
127. 26 czerwca 1970, 12:00 GMT; s/n ?; miejsce startu: Bajkonur, Kazachstan
Ładunek: Kosmos 350; Uwagi: start udany
128. 7 lipca 1970, 10:30 GMT; s/n ?; miejsce startu: Bajkonur, Kazachstan
Ładunek: Kosmos 352; Uwagi: start udany
129. 9 lipca 1970, 13:35 GMT; s/n ?; miejsce startu: Plesieck, Rosja
Ładunek: Kosmos 353; Uwagi: start udany
130. 21 lipca 1970, ? GMT; s/n ?; miejsce startu: Plesieck (LC43/4), Rosja
Ładunek: Zenit-4; Uwagi: start nieudany
131. 7 sierpnia 1970, 09:30 GMT; s/n ?; miejsce startu: Plesieck (LC41/1), Rosja
Ładunek: Kosmos 355; Uwagi: start udany
132. 29 sierpnia 1970, 08:30 GMT; s/n ?; miejsce startu: Bajkonur, Kazachstan
Ładunek: Kosmos 360; Uwagi: start udany
133. 8 września 1970, 10:30 GMT; s/n ?; miejsce startu: Plesieck, Rosja
Ładunek: Kosmos 361; Uwagi: start udany
134. 17 września 1970, 08:10 GMT; s/n ?; miejsce startu: Bajkonur, Kazachstan
Ładunek: Kosmos 363; Uwagi: start udany
135. 22 września 1970, 13:00 GMT; s/n ?; miejsce startu: Plesieck, Rosja
Ładunek: Kosmos 364; Uwagi: start udany
136. 1 października 1970, 08:20 GMT; s/n ?; miejsce startu: Bajkonur, Kazachstan
Ładunek: Kosmos 366; Uwagi: start udany
137. 8 października 1970, 12:39 GMT; s/n ?; miejsce startu: Bajkonur, Kazachstan
Ładunek: Kosmos 368; Uwagi: start udany
138. 9 października 1970, 11:04 GMT; s/n ?; miejsce startu: Bajkonur, Kazachstan
Ładunek: Kosmos 370; Uwagi: start udany
139. 30 października 1970, 13:20 GMT; s/n ?; miejsce startu: Plesieck, Rosja
Ładunek: Kosmos 376; Uwagi: start udany
140. 11 listopada 1970, 09:20 GMT; s/n ?; miejsce startu: Bajkonur, Kazachstan
Ładunek: Kosmos 377; Uwagi: start udany
141. 3 grudnia 1970, 13:55 GMT; s/n ?; miejsce startu: Plesieck, Rosja
Ładunek: Kosmos 383; Uwagi: start udany
142. 10 grudnia 1970, 11:10 GMT; s/n ?; miejsce startu: Plesieck, Rosja
Ładunek: Kosmos 384; Uwagi: start udany
143. 15 grudnia 1970, 10:00 GMT; s/n ?; miejsce startu: Bajkonur, Kazachstan
Ładunek: Kosmos 386; Uwagi: start udany
144. 12 stycznia 1971, 09:30 GMT; s/n ?; miejsce startu: Bajkonur, Kazachstan
Ładunek: Kosmos 390; Uwagi: start udany
145. 21 stycznia 1971, 08:40 GMT; s/n ?; miejsce startu: Bajkonur, Kazachstan
Ładunek: Kosmos 392; Uwagi: start udany
146. 18 lutego 1971, 13:59 GMT; s/n ?; miejsce startu: Plesieck (LC43/4), Rosja
Ładunek: Kosmos 396; Uwagi: start udany
147. 3 marca 1971, 09:30 GMT; s/n ?; miejsce startu: Bajkonur, Kazachstan
Ładunek: Kosmos 399; Uwagi: start udany
148. 5 marca 1971, ? GMT; s/n ?; miejsce startu: Plesieck (LC43), Rosja
Ładunek: Zenit-2M; Uwagi: start nieudany
149. 27 marca 1971, 10:59 GMT; s/n ?; miejsce startu: Plesieck, Rosja
Ładunek: Kosmos 401; Uwagi: start udany
150. 2 kwietnia 1971, 08:20 GMT; s/n ?; miejsce startu: Plesieck, Rosja
Ładunek: Kosmos 403; Uwagi: start udany
151. 14 kwietnia 1971, 08:00 GMT; s/n ?; miejsce startu: Plesieck, Rosja
Ładunek: Kosmos 406; Uwagi: start udany
152. 6 maja 1971, 06:20 GMT; s/n ?; miejsce startu: Bajkonur, Kazachstan
Ładunek: Kosmos 410, Nauka; Uwagi: start udany
153. 18 maja 1971, 08:00 GMT; s/n ?; miejsce startu: Bajkonur, Kazachstan
Ładunek: Kosmos 420; Uwagi: start udany
154. 28 maja 1971, 10:30 GMT; s/n ?; miejsce startu: Plesieck, Rosja
Ładunek: Kosmos 424; Uwagi: start udany
155. 11 czerwca 1971, 10:00 GMT; s/n ?; miejsce startu: Plesieck, Rosja
Ładunek: Kosmos 427; Uwagi: start udany
156. 24 czerwca 1971, 07:59 GMT; s/n ?; miejsce startu: Bajkonur, Kazachstan
Ładunek: Kosmos 428, Nauka; Uwagi: start udany
157. 25 czerwca 1971, ? GMT; s/n ?; miejsce startu: Plesieck (LC43), Rosja
Ładunek: Zenit-4M; Uwagi: start nieudany
158. 20 lipca 1971, 10:00 GMT; s/n ?; miejsce startu: Bajkonur, Kazachstan
Ładunek: Kosmos 429; Uwagi: start udany
159. 23 lipca 1971, 11:00 GMT; s/n ?; miejsce startu: Plesieck, Rosja
Ładunek: Kosmos 430; Uwagi: start udany
160. 30 lipca 1971, 08:29 GMT; s/n ?; miejsce startu: Bajkonur, Kazachstan
Ładunek: Kosmos 431; Uwagi: start udany
161. 5 sierpnia 1971, 10:00 GMT; s/n ?; miejsce startu: Bajkonur, Kazachstan
Ładunek: Kosmos 432, Nauka; Uwagi: start udany
162. 19 sierpnia 1971, ? GMT; s/n ?; miejsce startu: Bajkonur (LC31), Kazachstan
Ładunek: Zenit-4M; Uwagi: start nieudany
163. 14 września 1971, 13:00 GMT; s/n ?; miejsce startu: Plesieck, Rosja
Ładunek: Kosmos 438; Uwagi: start udany
164. 21 września 1971, 12:00 GMT; s/n ?; miejsce startu: Plesieck, Rosja
Ładunek: Kosmos 439; Uwagi: start udany
165. 28 września 1971, 13:00 GMT; s/n ?; miejsce startu: Plesieck, Rosja
Ładunek: Kosmos 441; Uwagi: start udany
166. 29 września 1971, 12:00 GMT; s/n ?; miejsce startu: Plesieck, Rosja
Ładunek: Kosmos 442; Uwagi: start udany
167. 7 października 1971, 12:30 GMT; s/n ?; miejsce startu: Plesieck, Rosja
Ładunek: Kosmos 443, Nauka; Uwagi: start udany
168. 14 października 1971, 09:00 GMT; s/n ?; miejsce startu: Bajkonur, Kazachstan
Ładunek: Kosmos 452; Uwagi: start udany
169. 2 listopada 1971, 14:25 GMT; s/n ?; miejsce startu: Plesieck, Rosja
Ładunek: Kosmos 454; Uwagi: start udany
170. 19 listopada 1971, 12:00 GMT; s/n ?; miejsce startu: Plesieck, Rosja
Ładunek: Kosmos 456; Uwagi: start udany
171. 3 grudnia 1971, ? GMT; s/n ?; miejsce startu: Plesieck (LC43), Rosja
Ładunek: Zenit-2M, Nauka; Uwagi: start nieudany
172. 6 grudnia 1971, 09:50 GMT; s/n ?; miejsce startu: Bajkonur, Kazachstan
Ładunek: Kosmos 463; Uwagi: start udany
173. 10 grudnia 1971, 11:00 GMT; s/n ?; miejsce startu: Plesieck, Rosja
Ładunek: Kosmos 464; Uwagi: start udany
174. 16 grudnia 1971, 09:39 GMT; s/n ?; miejsce startu: Bajkonur, Kazachstan
Ładunek: Kosmos 466; Uwagi: start udany
175. 12 stycznia 1972, 09:59 GMT; s/n ?; miejsce startu: Bajkonur, Kazachstan
Ładunek: Kosmos 471; Uwagi: start udany
176. 3 lutego 1972, 08:40 GMT; s/n ?; miejsce startu: Bajkonur, Kazachstan
Ładunek: Kosmos 473; Uwagi: start udany
177. 16 lutego 1972, 09:30 GMT; s/n ?; miejsce startu: Bajkonur, Kazachstan
Ładunek: Kosmos 474; Uwagi: start udany
178. 4 marca 1972, 10:00 GMT; s/n ?; miejsce startu: Plesieck, Rosja
Ładunek: Kosmos 477, Nauka; Uwagi: start udany
179. 15 marca 1972, 13:00 GMT; s/n ?; miejsce startu: Plesieck, Rosja
Ładunek: Kosmos 478; Uwagi: start udany
180. 3 kwietnia 1972, 10:15 GMT; s/n ?; miejsce startu: Plesieck, Rosja
Ładunek: Kosmos 483; Uwagi: start udany
181. 6 kwietnia 1972, 08:00 GMT; s/n ?; miejsce startu: Plesieck, Rosja
Ładunek: Kosmos 484, Nauka; Uwagi: start udany
182. 7 kwietnia 1972, 10:00 GMT; s/n ?; miejsce startu: Bajkonur (LC31), Kazachstan
Ładunek: Interkosmos 6; Uwagi: start udany
183. 14 kwietnia 1972, 08:00 GMT; s/n ?; miejsce startu: Plesieck, Rosja
Ładunek: Kosmos 486, Nauka; Uwagi: start udany
184. 5 maja 1972, 11:20 GMT; s/n ?; miejsce startu: Plesieck, Rosja
Ładunek: Kosmos 488; Uwagi: start udany
185. 17 maja 1972, 10:19 GMT; s/n ?; miejsce startu: Plesieck, Rosja
Ładunek: Kosmos 490, Nauka; Uwagi: start udany
186. 25 maja 1972, 06:35 GMT; s/n ?; miejsce startu: Bajkonur, Kazachstan
Ładunek: Kosmos 491; Uwagi: start udany
187. 9 czerwca 1972, 06:59 GMT; s/n ?; miejsce startu: Bajkonur, Kazachstan
Ładunek: Kosmos 492; Uwagi: start udany
188. 21 czerwca 1972, 06:20 GMT; s/n ?; miejsce startu: Bajkonur, Kazachstan
Ładunek: Kosmos 493; Uwagi: start udany
189. 23 czerwca 1972, 11:19 GMT; s/n ?; miejsce startu: Plesieck, Rosja
Ładunek: Kosmos 495; Uwagi: start udany
190. 6 lipca 1972, 10:40 GMT; s/n ?; miejsce startu: Bajkonur, Kazachstan
Ładunek: Kosmos 499; Uwagi: start udany
191. 19 lipca 1972, 13:45 GMT; s/n ?; miejsce startu: Plesieck, Rosja
Ładunek: Kosmos 503; Uwagi: start udany
192. 28 lipca 1972, 10:19 GMT; s/n ?; miejsce startu: Plesieck, Rosja
Ładunek: Kosmos 512; Uwagi: start udany
193. 2 sierpnia 1972, 08:15 GMT; s/n ?; miejsce startu: Bajkonur, Kazachstan
Ładunek: Kosmos 513; Uwagi: start udany
194. 18 sierpnia 1972, 10:00 GMT; s/n ?; miejsce startu: Plesieck, Rosja
Ładunek: Kosmos 515; Uwagi: start udany
195. 30 sierpnia 1972, 08:19 GMT; s/n ?; miejsce startu: Bajkonur, Kazachstan
Ładunek: Kosmos 517; Uwagi: start udany
196. 2 września 1972, ? GMT; s/n ?; miejsce startu: Plesieck (LC43), Rosja
Ładunek: Zenit-4M; Uwagi: start nieudany
197. 15 września 1972, 09:40 GMT; s/n ?; miejsce startu: Plesieck, Rosja
Ładunek: Kosmos 518, Nauka; Uwagi: start udany
198. 16 września 1972, 08:20 GMT; s/n ?; miejsce startu: Bajkonur, Kazachstan
Ładunek: Kosmos 519; Uwagi: start udany
199. 4 października 1972, 12:00 GMT; s/n ?; miejsce startu: Plesieck, Rosja
Ładunek: Kosmos 522; Uwagi: start udany
200. 18 października 1972, 11:59 GMT; s/n ?; miejsce startu: Plesieck, Rosja
Ładunek: Kosmos 525, Nauka; Uwagi: start udany
201. 31 października 1972, 13:29 GMT; s/n ?; miejsce startu: Plesieck, Rosja
Ładunek: Kosmos 527; Uwagi: start udany
202. 25 listopada 1972, 09:10 GMT; s/n ?; miejsce startu: Bajkonur, Kazachstan
Ładunek: Kosmos 537; Uwagi: start udany
203. 14 grudnia 1972, 13:40 GMT; s/n ?; miejsce startu: Plesieck, Rosja
Ładunek: Kosmos 538; Uwagi: start udany
204. 11 stycznia 1973, 10:00 GMT; s/n ?; miejsce startu: Bajkonur, Kazachstan
Ładunek: Kosmos 543; Uwagi: start udany
205. 1 lutego 1973, 08:30 GMT; s/n ?; miejsce startu: Bajkonur, Kazachstan
Ładunek: Kosmos 547; Uwagi: start udany
206. 8 lutego 1973, 13:15 GMT; s/n ?; miejsce startu: Plesieck, Rosja
Ładunek: Kosmos 548; Uwagi: start udany
207. 1 marca 1973, 12:40 GMT; s/n ?; miejsce startu: Plesieck, Rosja
Ładunek: Kosmos 550; Uwagi: start udany
208. 6 marca 1973, 09:20 GMT; s/n ?; miejsce startu: Bajkonur, Kazachstan
Ładunek: Kosmos 551; Uwagi: start udany
209. 22 marca 1973, 10:00 GMT; s/n ?; miejsce startu: Plesieck, Rosja
Ładunek: Kosmos 552, Nauka; Uwagi: start udany
210. 19 kwietnia 1973, 08:59 GMT; s/n ?; miejsce startu: Plesieck, Rosja
Ładunek: Kosmos 554; Uwagi: start udany
211. 25 kwietnia 1973, 10:45 GMT; s/n ?; miejsce startu: Plesieck, Rosja
Ładunek: Kosmos 555, Nauka; Uwagi: start udany
212. 5 maja 1973, 07:00 GMT; s/n ?; miejsce startu: Plesieck, Rosja
Ładunek: Kosmos 556; Uwagi: start udany
213. 23 maja 1973, 10:30 GMT; s/n ?; miejsce startu: Plesieck, Rosja
Ładunek: Kosmos 560; Uwagi: start udany
214. 25 maja 1973, 13:30 GMT; s/n ?; miejsce startu: Plesieck, Rosja
Ładunek: Kosmos 561, Nauka; Uwagi: start udany
215. 6 czerwca 1973, 11:30 GMT; s/n ?; miejsce startu: Plesieck, Rosja
Ładunek: Kosmos 563; Uwagi: start udany
216. 10 czerwca 1973, 10:10 GMT; s/n ?; miejsce startu: Bajkonur, Kazachstan
Ładunek: Kosmos 572; Uwagi: start udany
217. 21 czerwca 1973, 13:29 GMT; s/n ?; miejsce startu: Plesieck, Rosja
Ładunek: Kosmos 575; Uwagi: start udany
218. 4 lipca 1973, ? GMT; s/n ?; miejsce startu: Plesieck (LC43), Rosja
Ładunek: Zenit-4M; Uwagi: start nieudany
219. 25 lipca 1973, 11:30 GMT; s/n ?; miejsce startu: Plesieck, Rosja
Ładunek: Kosmos 577; Uwagi: start udany
220. 1 sierpnia 1973, 14:00 GMT; s/n ?; miejsce startu: Plesieck, Rosja
Ładunek: Kosmos 578; Uwagi: start udany
221. 21 sierpnia 1973, 12:30 GMT; s/n ?; miejsce startu: Plesieck, Rosja
Ładunek: Kosmos 579; Uwagi: start udany
222. 24 sierpnia 1973, 10:59 GMT; s/n ?; miejsce startu: Plesieck, Rosja
Ładunek: Kosmos 581; Uwagi: start udany
223. 30 sierpnia 1973, 10:30 GMT; s/n ?; miejsce startu: Plesieck, Rosja
Ładunek: Kosmos 583; Uwagi: start udany
224. 6 września 1973, 10:40 GMT; s/n ?; miejsce startu: Plesieck, Rosja
Ładunek: Kosmos 584; Uwagi: start udany
225. 3 października 1973, 13:00 GMT; s/n ?; miejsce startu: Plesieck, Rosja
Ładunek: Kosmos 596, Nauka; Uwagi: start udany
226. 6 października 1973, 12:30 GMT; s/n ?; miejsce startu: Plesieck, Rosja
Ładunek: Kosmos 597; Uwagi: start udany
227. 10 października 1973, 10:45 GMT; s/n ?; miejsce startu: Plesieck, Rosja
Ładunek: Kosmos 598; Uwagi: start udany
228. 15 października 1973, 08:45 GMT; s/n ?; miejsce startu: Bajkonur, Kazachstan
Ładunek: Kosmos 599; Uwagi: start udany
229. 16 października 1973, 12:00 GMT; s/n ?; miejsce startu: Plesieck, Rosja
Ładunek: Kosmos 600; Uwagi: start udany
230. 20 października 1973, 10:14 GMT; s/n ?; miejsce startu: Plesieck, Rosja
Ładunek: Kosmos 602; Uwagi: start udany
231. 27 października 1973, 11:09 GMT; s/n ?; miejsce startu: Plesieck, Rosja
Ładunek: Kosmos 603; Uwagi: start udany
232. 10 listopada 1973, 12:38 GMT; s/n ?; miejsce startu: Plesieck, Rosja
Ładunek: Kosmos 607; Uwagi: start udany
233. 21 listopada 1973, 10:00 GMT; s/n ?; miejsce startu: Bajkonur, Kazachstan
Ładunek: Kosmos 609; Uwagi: start udany
234. 28 listopada 1973, 11:43 GMT; s/n ?; miejsce startu: Plesieck, Rosja
Ładunek: Kosmos 612; Uwagi: start udany
235. 21 grudnia 1973, 12:30 GMT; s/n ?; miejsce startu: Plesieck, Rosja
Ładunek: Kosmos 625; Uwagi: start udany
236. 24 stycznia 1974, 15:00 GMT; s/n ?; miejsce startu: Plesieck, Rosja
Ładunek: Kosmos 629, Nauka; Uwagi: start udany
237. 30 stycznia 1974, 11:00 GMT; s/n ?; miejsce startu: Plesieck, Rosja
Ładunek: Kosmos 630; Uwagi: start udany
238. 12 lutego 1974, 08:56 GMT; s/n ?; miejsce startu: Bajkonur, Kazachstan
Ładunek: Kosmos 632; Uwagi: start udany
239. 14 marca 1974, 10:30 GMT; s/n ?; miejsce startu: Bajkonur, Kazachstan
Ładunek: Kosmos 635, Nauka; Uwagi: start udany
240. 4 kwietnia 1974, 08:30 GMT; s/n ?; miejsce startu: Plesieck, Rosja
Ładunek: Kosmos 639; Uwagi: start udany
241. 11 kwietnia 1974, 12:23 GMT; s/n ?; miejsce startu: Plesieck, Rosja
Ładunek: Kosmos 640; Uwagi: start udany
242. 12 kwietnia 1974, ? GMT; s/n ?; miejsce startu: Bajkonur, Kazachstan
Ładunek: Zenit-4MK; Uwagi: start nieudany
243. 29 kwietnia 1974, 13:30 GMT; s/n ?; miejsce startu: Plesieck, Rosja
Ładunek: Kosmos 649; Uwagi: start udany
244. 15 maja 1974, 12:30 GMT; s/n ?; miejsce startu: Plesieck, Rosja
Ładunek: Kosmos 653; Uwagi: start udany
245. 30 maja 1974, 12:45 GMT; s/n ?; miejsce startu: Plesieck, Rosja
Ładunek: Kosmos 657; Uwagi: start udany
246. 6 czerwca 1974, 06:20 GMT; s/n ?; miejsce startu: Bajkonur, Kazachstan
Ładunek: Kosmos 658; Uwagi: start udany
247. 13 czerwca 1974, 12:30 GMT; s/n ?; miejsce startu: Plesieck, Rosja
Ładunek: Kosmos 659; Uwagi: start udany
248. 12 lipca 1974, 12:50 GMT; s/n ?; miejsce startu: Plesieck, Rosja
Ładunek: Kosmos 666; Uwagi: start udany
249. 25 lipca 1974, 07:00 GMT; s/n ?; miejsce startu: Bajkonur, Kazachstan
Ładunek: Kosmos 667; Uwagi: start udany
250. 26 lipca 1974, 07:00 GMT; s/n ?; miejsce startu: Plesieck, Rosja
Ładunek: Kosmos 669, Nauka Kosmos 669; Uwagi: start udany
251. 7 sierpnia 1974, 12:50 GMT; s/n ?; miejsce startu: Plesieck, Rosja
Ładunek: Kosmos 671; Uwagi: start udany
252. 29 sierpnia 1974, 07:39 GMT; s/n ?; miejsce startu: Bajkonur, Kazachstan
Ładunek: Kosmos 674; Uwagi: start udany
253. 30 sierpnia 1974, ? GMT; s/n ?; miejsce startu: Plesieck (LC41/1), Rosja
Ładunek: Zenit-2M, Nauka; Uwagi: start nieudany
254. 20 września 1974, 09:30 GMT; s/n ?; miejsce startu: Bajkonur, Kazachstan
Ładunek: Kosmos 685; Uwagi: start udany
255. 18 października 1974, 15:00 GMT; s/n ?; miejsce startu: Plesieck, Rosja
Ładunek: Kosmos 688; Uwagi: start udany
256. 1 listopada 1974, 14:20 GMT; s/n ?; miejsce startu: Plesieck, Rosja
Ładunek: Kosmos 692, Nauka Kosmos 692; Uwagi: start udany
257. 16 listopada 1974, 11:45 GMT; s/n ?; miejsce startu: Plesieck, Rosja
Ładunek: Kosmos 694; Uwagi: start udany
258. 27 listopada 1974, 11:45 GMT; s/n ?; miejsce startu: Plesieck, Rosja
Ładunek: Kosmos 696; Uwagi: start udany
259. 27 grudnia 1974, 09:10 GMT; s/n ?; miejsce startu: Bajkonur, Kazachstan
Ładunek: Kosmos 701; Uwagi: start udany
260. 17 stycznia 1975, 09:07 GMT; s/n ?; miejsce startu: Bajkonur, Kazachstan
Ładunek: Kosmos 702; Uwagi: start udany
261. 23 stycznia 1975, 11:00 GMT; s/n ?; miejsce startu: Plesieck, Rosja
Ładunek: Kosmos 704; Uwagi: start udany
262. 12 lutego 1975, 14:30 GMT; s/n ?; miejsce startu: Plesieck, Rosja
Ładunek: Kosmos 709; Uwagi: start udany
263. 26 lutego 1975, 09:00 GMT; s/n ?; miejsce startu: Bajkonur, Kazachstan
Ładunek: Kosmos 710; Uwagi: start udany
264. 12 marca 1975, 08:55 GMT; s/n ?; miejsce startu: Bajkonur, Kazachstan
Ładunek: Kosmos 719; Uwagi: start udany
265. 26 marca 1975, 08:50 GMT; s/n ?; miejsce startu: Plesieck, Rosja
Ładunek: Kosmos 721, Nauka Kosmos 721; Uwagi: start udany
266. 27 marca 1975, 08:00 GMT; s/n ?; miejsce startu: Bajkonur, Kazachstan
Ładunek: Kosmos 722; Uwagi: start udany
267. 18 kwietnia 1975, 10:00 GMT; s/n ?; miejsce startu: Plesieck, Rosja
Ładunek: Kosmos 728, Nauka Kosmos 728; Uwagi: start udany
268. 24 kwietnia 1975, 08:05 GMT; s/n ?; miejsce startu: Plesieck, Rosja
Ładunek: Kosmos 730; Uwagi: start udany
269. 21 maja 1975, 06:59 GMT; s/n ?; miejsce startu: Bajkonur, Kazachstan
Ładunek: Kosmos 731, Nauka Kosmos 731; Uwagi: start udany
270. 28 maja 1975, 07:29 GMT; s/n ?; miejsce startu: Bajkonur, Kazachstan
Ładunek: Kosmos 740; Uwagi: start udany
271. 30 maja 1975, 06:45 GMT; s/n ?; miejsce startu: Plesieck, Rosja
Ładunek: Kosmos 741; Uwagi: start udany
272. 3 czerwca 1975, 13:21 GMT; s/n ?; miejsce startu: Plesieck, Rosja
Ładunek: Kosmos 742; Uwagi: start udany
273. 12 czerwca 1975, 12:30 GMT; s/n ?; miejsce startu: Plesieck, Rosja
Ładunek: Kosmos 743; Uwagi: start udany
274. 25 czerwca 1975, 13:00 GMT; s/n ?; miejsce startu: Plesieck, Rosja
Ładunek: Kosmos 746; Uwagi: start udany
275. 27 czerwca 1975, 13:00 GMT; s/n ?; miejsce startu: Plesieck, Rosja
Ładunek: Kosmos 747, Nauka Kosmos 747; Uwagi: start udany
276. 3 lipca 1975, 13:40 GMT; s/n ?; miejsce startu: Plesieck, Rosja
Ładunek: Kosmos 748; Uwagi: start udany
277. 23 lipca 1975, 13:00 GMT; s/n ?; miejsce startu: Plesieck, Rosja
Ładunek: Kosmos 751; Uwagi: start udany
278. 31 lipca 1975, 13:00 GMT; s/n ?; miejsce startu: Plesieck, Rosja
Ładunek: Kosmos 753; Uwagi: start udany
279. 13 sierpnia 1975, 07:21 GMT; s/n ?; miejsce startu: Bajkonur, Kazachstan
Ładunek: Kosmos 754; Uwagi: start udany
280. 23 sierpnia 1975, 14:45 GMT; s/n ?; miejsce startu: Plesieck, Rosja
Ładunek: Kosmos 757; Uwagi: start udany
281. 16 września 1975, 09:00 GMT; s/n ?; miejsce startu: Bajkonur, Kazachstan
Ładunek: Kosmos 760; Uwagi: start udany
282. 23 września 1975, 10:00 GMT; s/n ?; miejsce startu: Plesieck, Rosja
Ładunek: Kosmos 769, Nauka Kosmos 769; Uwagi: start udany
283. 1 października 1975, 08:30 GMT; s/n ?; miejsce startu: Bajkonur, Kazachstan
Ładunek: Kosmos 774; Uwagi: start udany
284. 17 października 1975, 14:30 GMT; s/n ?; miejsce startu: Plesieck, Rosja
Ładunek: Kosmos 776, Nauka Kosmos 776; Uwagi: start udany
285. 4 listopada 1975, 15:20 GMT; s/n ?; miejsce startu: Plesieck, Rosja
Ładunek: Kosmos 779; Uwagi: start udany
286. 21 listopada 1975, 09:20 GMT; s/n ?; miejsce startu: Bajkonur, Kazachstan
Ładunek: Kosmos 780, Nauka Kosmos 780; Uwagi: start udany
287. 3 grudnia 1975, 10:00 GMT; s/n ?; miejsce startu: Plesieck, Rosja
Ładunek: Kosmos 784, Nauka Kosmos 784; Uwagi: start udany
288. 16 grudnia 1975, 09:50 GMT; s/n ?; miejsce startu: Bajkonur, Kazachstan
Ładunek: Kosmos 786; Uwagi: start udany
289. 7 stycznia 1976, 15:35 GMT; s/n ?; miejsce startu: Plesieck, Rosja
Ładunek: Kosmos 788; Uwagi: start udany
290. 29 stycznia 1976, 08:30 GMT; s/n ?; miejsce startu: Bajkonur, Kazachstan
Ładunek: Kosmos 799; Uwagi: start udany
291. 11 lutego 1976, 08:50 GMT; s/n ?; miejsce startu: Bajkonur, Kazachstan
Ładunek: Kosmos 802; Uwagi: start udany
292. 26 marca 1976, 15:00 GMT; s/n ?; miejsce startu: Plesieck, Rosja
Ładunek: Kosmos 810; Uwagi: start udany
293. 9 kwietnia 1976, 08:30 GMT; s/n ?; miejsce startu: Plesieck, Rosja
Ładunek: Kosmos 813; Uwagi: start udany
294. 28 kwietnia 1976, 09:30 GMT; s/n ?; miejsce startu: Plesieck, Rosja
Ładunek: Kosmos 815; Uwagi: start udany
295. 5 maja 1976, 07:50 GMT; s/n ?; miejsce startu: Bajkonur, Kazachstan
Ładunek: Kosmos 817; Uwagi: start udany
296. 20 maja 1976, 09:00 GMT; s/n ?; miejsce startu: Bajkonur, Kazachstan
Ładunek: Kosmos 819; Uwagi: start udany
297. 26 maja 1976, 09:00 GMT; s/n ?; miejsce startu: Plesieck, Rosja
Ładunek: Kosmos 821; Uwagi: start udany
298. 8 czerwca 1976, 07:00 GMT; s/n ?; miejsce startu: Bajkonur, Kazachstan
Ładunek: Kosmos 824; Uwagi: start udany
299. 16 czerwca 1976, 13:10 GMT; s/n ?; miejsce startu: Plesieck, Rosja
Ładunek: Kosmos 833; Uwagi: start udany
300. 29 czerwca 1976, 07:20 GMT; s/n ?; miejsce startu: Bajkonur, Kazachstan
Ładunek: Kosmos 835; Uwagi: start udany